# Hero MotoCorp
Hero MotoCorp est un constructeur indien de motos et de scooters, basé à Delhi, en Inde. L'entreprise a été fondée en 1984 en tant que coentreprise entre Hero Cycles et Honda Motor Company.  En 2010, Honda est sorti du capital de l'entreprise après avoir créé Honda Motorcycles and Scooters India (HMSI). Hero Motocorp est actuellement le premier constructeur de deux-roues au monde.